# Mordowija Saransk
Der FK Mordowija Saransk (russisch Футбольный Клуб Мордовия Саранск, Futbolny Klub Mordowija Saransk) ist ein russischer Fußballverein aus Saransk, der Hauptstadt der Republik Mordwinien. Er wurde 1961 gegründet und spielte in der Saison 2012/13 sowie von 2014 bis 2016 in der Premjer-Liga. Der Verein trägt seine Spiele in der Mordwinien-Arena mit 44.442 Plätzen aus.

## Geschichte

### Namensentwicklung
- 1961: Stroitel Saransk (Mai bis August)
- 1961–1971: Spartak Saransk
- 1972–1979: Elektroswjet Saransk
- 1980–2003: Swetotechnika Saransk (bis Januar 2003)
- 2003–2004: Lisma-Mordowija Saransk
- seit 2005: Mordowija Saransk

### Sowjetunion
In der Saison 1961 trat die Mannschaft des heutigen Mordowija Saransk zum ersten Mal zu den Meisterschaften der Sowjetunion in der Klasse B in der fünften Zone, damals noch als Stroitel, an. Im August der gleichen Saison wurde der Name dann in Spartak geändert. Der Klub spielte in den nächsten drei Jahren in der zweiten Zone, ging dann in die dritte und spielte nach nur einem Jahr wieder drei Jahre in der zweiten. Die Saison 1969 spielte das Team wieder in der dritten Zone der Klasse B und beendete diese als Zwölfter. Von 1970 bis 1991 spielte die Mannschaft in der drittklassigen Wtoraja Liga in verschiedenen Zonen. Eine Ausnahme stellt das Jahr 1988 dar, in dem der Verein nur im Amateurbereich spielte.
Am Pokal der Sowjetunion nahm die Mannschaft insgesamt 8 Mal teil, von 1961/62–1968, außer 1965, und 1984/85. Das beste Resultat war dabei das Erreichen des 1/64-Finals bei der letzten Teilnahme.
Beim Pokal der Russischen Sowjetrepublik nahm der Klub insgesamt 9 Mal teil in den Jahren 1980, 81, 83–87, 90, 91. Am erfolgreichsten war die Mannschaft aus Saransk 1990, als sie sogar ins Halbfinale einzog.

### Russland
Nach dem Zerfall der Sowjetunion nahm der Klub zunächst von 1992 und 1993 an der Austragung der Staffel Zentrum der ersten Liga (zweithöchste Liga im russischen Fußballligensystem). Danach spielte die Mannschaft bis 1997 in der zweiten Liga (dritthöchste Liga) bzw. 2. Division ebenfalls in der Staffel Zentrum. Zu der Saison 1998 wechselte das Team in die Staffel Powolschje und stieg nach der Saison 2002 in die 1. Division auf. Dort konnte Mordowija sich zwei Jahre halten, stieg jedoch 2004 wieder in die 2. Division Zentrum ab. 2006 gelang der Wiederaufstieg, die Mannschaft beendete die Spielzeit auf dem 19. Platz und stieg wieder ab. Für den erneuten Aufstieg brauchte der Klub 2 Jahre. In der Saison 2009 gewann der Verein ebenfalls das Turnier unter den 5 Aufsteigern aus der 2. Division. Somit spielte die Mannschaft seit 2010 wieder in der 1. Division. 
2012 gelang Mordowija Saransk der Aufstieg in die Premjer-Liga, die höchste russische Spielklasse. Im Winter 2012 übernahm der Rumäne Dorinel Munteanu den Chef-Trainerposten beim damaligen Tabellenletzten. Trotzdem musste die Mannschaft am Ende der Saison 2012/13 als Tabellenvorletzter sofort absteigen. Daraufhin trennte sich der Verein vom Munteanu. Als neuer Trainer wurde Jurij Maximow im August 2013 unter Vertrag genommen. Vier Spieltage vor dem Ende der Saison 2013/14 sicherte sich Mordowija den Wiederaufstieg in das russische Oberhaus. Trotz diesen Erfolges wurde der ukrainische Trainer Maximow im Mai 2014 wieder entlassen. In der darauffolgenden Saison, der Premjer-Liga 2014/15 konnten sie sich als Aufsteiger einen sehr starken 8. Platz erarbeiten. In der Premjer-Liga 2015/16 belegte Mordowija den letzten Tabellenplatz und muss somit erneut in das Perwenstwo FNL absteigen. 2017 folgte ein weiterer Abstieg in die dritte Spielklasse, 2018 der direkte Wiederaufstieg in das zweitklassige Perwenstwo FNL.

### Vereinigung mit Biochimik-Mordowija Saransk

Früheres Logo des Vereins

Von 1995 bis 2004 existierten in Saransk zwei Fußballvereine. Neben dem Lisma-Mordowija Saransk auch der Biochimik-Mordowija Saransk. Biochimik spielte im ersten Jahr in der Amateurklasse, danach zwei Jahre in der dritten Liga und von 1998 bis 2002 in der Staffel „Powolschje“ der 2. Division. Die letzten beiden Jahre seines Bestehens bestritt der Verein in der Staffel „Zentrum“. Im März 2005 vereinigten sich die beiden Klubs der Stadt zu einem, seitdem heißt der Klub der Stadt nur noch Mordowija.

## Stadion
Der FK Mordowija Saransk trug seine Heimspiele im 11.581 Zuschauer fassenden Start-Stadion aus, das im Jahre 2004 erbaut wurde. Im Zuge der in Russland stattfindenden Fußball-Weltmeisterschaft 2018 erhielt auch Saransk den Zuschlag, einer der Spielorte zu sein. Demnach wurde in der Stadt ein neues Stadion errichtet. Die neue Mordwinien-Arena ist für 45.015 Zuschauerplätze konzipiert, die nach der Fußball-WM auf 30.000 Plätze reduziert werden können. Das Stadion löste das Start-Stadion als Austragungsort der Heimspiele von Mordowija Saransk ab.

## Rekordspieler
Alexei Bessonow absolvierte 421 Spiele für den Klub. Rekordtorschütze des Vereins ist Witali Nikulkin, der in nur zwei Jahren (1989 und 90) 110 Treffer erzielte. Die meisten Tore in einer Saison (26) schoss Eduard Sazepin im Jahr 1997. In der Saison 2001 schoss Ilja Borodin in einem Spiel 5 Tore für seine Mannschaft.

## Erfolge
- Meister der zweiten russischen Liga: 2012, 2014
- Zonenmeister der dritten russischen Liga: 2000, 2001, 2002, 2009, 2018

## Bekannte ehemalige Spieler
| Russland - Dmitri Abakumow - Jewgeni Aldonin - Alexei Iwanow - Dmitri Kiritschenko - Artur Nigmatullin - Kirill Pantschenko - Wiktor Wassin - Oleg Weretennikow | GUS und ehemalige Sowjetunion - Akaki Chubutia - Nukri Rewischwili - Ilie Cebanu - Alexandru Suvorov - Ihar Schytau | Europa - Damien Le Tallec - Tomislav Dujmović - Vladimir Božović - Mitchell Donald - Lorenzo Ebecilio - Yannick Djaló - Marko Lomić - Borut Semler - Dalibor Stevanović | Südamerika - Danilo - Gerson Acevedo |

## Trainer
- Dschemal Georgijewitsch Silagadse (1989)
- Dorinel Munteanu (2012–2013)
- Frank Greiner (2013) Co-Trainer,
- Jurij Maximow (2013–2014)
- Juri Sjomin (2014–2015)